# Terry Stotts
Terry Stotts (ur. 25 listopada 1957 w Cedar Falls) – amerykański koszykarz oraz trener koszykarski.
5 czerwca 2021 został zwolniony ze stanowiska głównego trenera zespołu Portland Trail Blazers. 28 czerwca 2023 dołączył po raz kolejny w karierze do sztabu szkoleniowego Milwaukee Bucks. 19 października 2023 ustąpił ze stanowiska.

## Osiągnięcia
NCAA
- Zaliczony do składów[4]:
  - All-Big Eight (1980)
  - Academic All-American (1979, 1980)

Inne
- 2-krotny finalista CBA (1981, 1983)

Trenerskie
- Mistrz NBA jako asystent trenera (2011)[5]
- Finalista NBA jako asystent trenera (1996)[5]
- Trener Miesiąca Konferencji Zachodniej NBA (listopad 2013)[4]